# 萨米·乔·斯莫尔
萨米·乔·斯莫尔（英語：Sami Jo Small，1976年3月25日—），加拿大女子冰球运动员，场上位置是守门员。她曾代表加拿大国家队参加2002年冬季奥林匹克运动会冰球比赛，获得一枚金牌。